# Paříž–Camembert
Paříž–Camembert (také nazývaný Paříž–Camembert Lepetit) je jednodenní cyklistický závod konaný ve Francii na trase mezi městy Magnanville a Livarot obvykle v polovině dubna. Od roku 2005 je závod součástí UCI Europe Tour na úrovni 1.1. Paříž–Camembert je též pravidelnou součástí Francouzského poháru v silniční cyklistice.

## Seznam vítězů
| Rok       | Země            | Jezdec                    | Tým                         |
| --------- | --------------- | ------------------------- | --------------------------- |
| 1934      | Francie         | Louis Thiétard            | individuál                  |
| 1935      | Francie         | Marcel Bat                | Essor–Hutchinson            |
| 1936      | Francie         | Yvan Marie                | La Perle–Hutchinson         |
| 1937      | Francie         | André Auville             | Alcyon–Dunlop               |
| 1938      | Francie         | Jean-Marie Goasmat        | Helyett–Hutchinson          |
| 1939      | Francie         | Pierre Cloarec            | A. Leducq–Hutchinson        |
| 1940–1941 | Nejelo se       | Nejelo se                 | Nejelo se                   |
| 1942      | Francie         | Joseph Goutorbe           | Helyett–Hutchinson          |
| 1943      | Francie         | Victor Cosson             | Europe–Dunlop               |
| 1944      | Francie         | Maurice De Muer           | Peugeot–Dunlop              |
| 1945      | Nejelo se       | Nejelo se                 | Nejelo se                   |
| 1946      | Itálie          | Paul Néri                 | France Sport–Dunlop         |
| 1947      | Francie         | Robert Dorgebray          | Peugeot–Dunlop              |
| 1948      | Francie         | Raoul Rémy                | La Perle–Hutchinson         |
| 1949      | Francie         | Jean Rey                  | Mercier–R. Lapébie          |
| 1950      | Francie         | Ange Le Strat             | La Perle–Hutchinson         |
| 1951      | Francie         | Jean Baldassari           | Mercier–Le Grèves           |
| 1952      | Francie         | Robert Varnajo            | Gitane–Hutchinson           |
| 1953      | Francie         | Jean Guéguen              | Mercier–Hutchinson          |
| 1954      | Francie         | Gilbert Bauvin            | Gitane–Hutchinson           |
| 1955      | Francie         | Jean-Marie Cieleska       | Gitane–Hutchinson           |
| 1956      | Francie         | René Fournier             | Mercier–BP–Hutchinson       |
| 1957      | Francie         | Joseph Groussard          | Essor–Leroux                |
| 1958      | Francie         | Nicolas Barone            | Saint-Raphaël–Geminiani     |
| 1959      | Francie         | Nicolas Barone            | Saint-Raphaël–Geminiani     |
| 1960      | Francie         | Joseph Groussard          | Helyett–Fynsec              |
| 1961      | Francie         | Jean-Claude Annaert       | Saint-Raphaël–Geminiani     |
| 1962      | Nizozemsko      | Piet Rentmeester          | Gitane–Leroux               |
| 1963      | Francie         | Jacques Simon             | Saint-Raphaël–Geminiani     |
| 1964      | Nizozemsko      | Arie den Hartog           | Saint-Raphaël–Gitane        |
| 1965      | Francie         | Pierre Everaert           | Ford France–Gitane          |
| 1966      | Francie         | Désiré Letort             | Peugeot–BP–Michelin         |
| 1967      | Francie         | Georges Chappe            | Mercier–BP–Hutchinson       |
| 1968      | Nizozemsko      | Harry Steevens            | Willem II–Gazelle           |
| 1969      | Francie         | Raymond Riotte            | Mercier–BP–Hutchinson       |
| 1970      | Francie         | Georges Chappe            | Fagor–Mercier–Hutchinson    |
| 1971      | Francie         | Gérard Moneyron           | Fagor–Mercier–Hutchinson    |
| 1972      | Francie         | José Catieau              | Solonor–Lejeune             |
| 1973      | Francie         | Régis Delépine            | Gan–Mercier–Hutchinson      |
| 1974      | Francie         | Alain Santy               | Gan–Mercier–Hutchinson      |
| 1975      | Francie         | Raymond Martin            | Miko–Mercier                |
| 1976      | Francie         | Bernard Hinault           | Gitane–Campagnolo           |
| 1977      | Francie         | Hubert Linard             | Peugeot–Esso–Michelin       |
| 1978      | Nizozemsko      | Joop Zoetemelk            | COOP–Mercier                |
| 1979      | Francie         | Raymond Martin            | COOP–Mercier                |
| 1980      | Francie         | Pierre-Raymond Villemiane | Renault–Elf–Gitane          |
| 1981      | Francie         | Guy Gallopin              | Sem–France Loire–Campagnolo |
| 1982      | Francie         | Christian Jourdan         | La Redoute–Motobécane       |
| 1983      | Francie         | Christian Jourdan         | La Redoute–Motobécane       |
| 1984      | Francie         | Hubert Linard             | Peugeot–Shell–Michelin      |
| 1985      | Francie         | Martial Gayant            | Renault–Elf–Gitane          |
| 1986      | Dánsko          | Kim Andersen              | La Vie Claire               |
| 1987      | Nizozemsko      | Mathieu Hermans           | Caja Rural–Orbea            |
| 1988      | Francie         | Laurent Fignon            | Système U                   |
| 1989      | Západní Německo | Andreas Kappes            | Toshiba                     |
| 1990      | Francie         | Thierry Marie             | Castorama                   |
| 1991      | Dánsko          | Brian Holm                | Histor–Sigma                |
| 1992      | Francie         | Patrice Esnault           | Chazal–Vanille et Mûre      |
| 1993      | Kazachstán      | Oleg Kozlitine            | Chazal–Vetta–MBK            |
| 1994      | Francie         | Armand de Las Cuevas      | Castorama                   |
| 1995      | Belgie          | Andrej Čmil               | Lotto–Isoglass              |
| 1996      | Itálie          | Adriano Baffi             | Mapei–GB                    |
| 1997      | Švýcarsko       | Mauro Gianetti            | Française des Jeux          |
| 1998      | Francie         | Pascal Lino               | Big Mat–Auber 93            |
| 1999      | Itálie          | Fabiano Fontanelli        | Mercatone Uno–Bianchi       |
| 2000      | Francie         | Didier Rous               | Bonjour                     |
| 2001      | Francie         | Laurent Brochard          | Jean Delatour               |
| 2002      | Švédsko         | Marcus Ljungqvist         | Team Fakta                  |
| 2003      | Francie         | Laurent Brochard          | AG2R Prévoyance             |
| 2004      | Francie         | Franck Bouyer             | Brioches La Boulangère      |
| 2005      | Francie         | Laurent Brochard          | Bouygues Télécom            |
| 2006      | Francie         | Anthony Geslin            | Bouygues Télécom            |
| 2007      | Francie         | Sébastien Joly            | Française des Jeux          |
| 2008      | Španělsko       | Alejandro Valverde        | Caisse d'Epargne            |
| 2009      | Francie         | Jimmy Casper              | Besson Chaussures–Sojasun   |
| 2010      | Francie         | Sébastien Minard          | Cofidis                     |
| 2011      | Francie         | Sandy Casar               | FDJ                         |
| 2012      | Francie         | Pierre-Luc Périchon       | La Pomme Marseille          |
| 2013      | Francie         | Pierrick Fédrigo          | FDJ                         |
| 2014      | Francie         | Bryan Coquard             | Team Europcar               |
| 2015      | Francie         | Julien Loubet             | Team Marseille 13 KTM       |
| 2016      | Francie         | Cyril Gautier             | AG2R La Mondiale            |
| 2017      | Francie         | Nacer Bouhanni            | Cofidis                     |
| 2018      | Francie         | Lilian Calmejane          | Direct Énergie              |
| 2019      | Francie         | Benoît Cosnefroy          | AG2R La Mondiale            |
| 2020      | Francie         | Dorian Godon              | AG2R La Mondiale            |
| 2021      | Francie         | Dorian Godon              | AG2R Citroën Team           |
| 2022      | Francie         | Anthony Delaplace         | Arkéa–Samsic                |
| 2023      | Francie         | Valentin Ferron           | Team TotalEnergies          |
| 2024      | Francie         | Benoît Cosnefroy          | Decathlon–AG2R La Mondiale  |
| 2025      | Belgie          | Lander Loockx             | Unibet Tietema Rockets      |